# آبشار براو کامک
آبشار براو کامک (به بلغاری: Боров камък) آبشاری است که در کشور بلغارستان واقع شده‌است و بلندترین ریزشگاه آن ۵۰ متر ارتفاع دارد. حوضهٔ آبریز این آبشار، رود براو کامک است.